# Вербное (озеро)
Вербное (укр. Вербне) — озеро, расположенное на территории Оболонского района города Киева. Площадь — 0,16 км² (16,7 га). Тип общей минерализации — пресное. Происхождение — антропогенное. Группа гидрологического режима — бессточное.

## География
Длина — 1,05 км. Ширина наибольшая — 0,22 км. Озеро используется для рекреации и рыболовства.
Расположено на правом берегу Днепра южнее 1-го микрорайона жилого массива Оболонь: севернее проспекта Степана Бандеры (Московский), южнее улицы Приозёрная, западнее проспекта Героев Сталинграда, восточнее улицы Иорданская (Лайоша Гавро). Западнее расположено озеро Иорданское.
Сформировалось в 1973—1975 годах на месте небольшой запруды с притоком впадающим в Днепр в результате гидронамыва для строительства новых микрорайонов Оболони. Современная береговая линия — с 1980 года.
Озёрная котловина неправильной формы, вытянутая с запада на восток. Озеро создано в результате заполнения водой карьера гидронамыва, созданный при строительстве прилегающего жилого района Оболонь. Берега пологие, поросшие камышовой растительностью. Окружено зелёной зоной.
Входит в состав ихтиолого-ботанического заказника местного значения Озеро Вербное, созданного 17 февраля 1994 года с целью сохранения ценных природных сообществ.